# Psychotria cryptogrammata
Psychotria cryptogrammata är en måreväxtart som beskrevs av Ernest Marie Antoine Petit. Psychotria cryptogrammata ingår i släktet Psychotria och familjen måreväxter. Inga underarter finns listade i Catalogue of Life.